# Sicherungsabtretung
Die Sicherungsabtretung (lat. cessio in securitatem debiti) ist als Mittel der Kreditsicherung ein Rechtsgeschäft, welches die Sicherung – nicht Befriedigung – eines Kreditgebers wegen seiner (Kredit-)Forderung bezweckt, indem der Kreditnehmer dem Kreditgeber sicherungshalber eine Forderung abtritt.

## Rechtsgrundlage
Die in den §§ 398 ff. BGB geregelte Abtretung hat Erfüllungswirkung, weil sie als endgültige Gegenleistung eines (obligatorischen) Verpflichtungsgeschäfts wie Kauf, Geschäftsbesorgung oder – wie bei der Sicherungsabtretung – einer Sicherungsabrede vorgesehen ist. Die Sicherungsabtretung wird hingegen im Kreditgeschäft bei Kreditinstituten gerade nicht zur Erfüllung eines Schuld-(Kredit-)Verhältnisses, sondern nur zu dessen Besicherung als Erfüllung aus einer regelmäßig getroffenen obligatorischen Sicherungsabrede vorgenommen.

## Sicherungsabrede/Sicherungsvertrag
In der Sicherungsabrede wird klargestellt, dass die Zession nur sicherungshalber erfolgen soll. Hierzu wird zwischen Zedent (Sicherungsgeber) und Zessionar (Sicherungsnehmer) ein Treuhandverhältnis begründet, welches dadurch gekennzeichnet ist, dass der Zessionar im Außenverhältnis mehr Rechtsmacht erlangt, als ihm im Innenverhältnis (zwischen den Parteien) eingeräumt wird.
Der Sicherungsabtretung liegt der Sicherungsvertrag zugrunde, der schuldrechtlich die wesentlichen Rechte und Pflichten der Parteien regelt. So wird etwa der Zessionar durch den Sicherungsvertrag verpflichtet, die Forderung an den Zedenten zurück zu übertragen, wenn der Sicherungsgeber (Zedent) seine gesicherte Schuld beglichen hat. Umgekehrt wird der Zedent verpflichtet, dem Sicherungsnehmer (Zessionar) eine andere Forderung abzutreten, falls sich die bisherige als nicht werthaltig erweist. Tritt der Sicherungsfall etwa durch Kreditkündigung ein, so besitzt der Zessionar aus dem Sicherungsvertrag das Recht, die an ihn abgetretenen Forderungen dem Drittschuldner offenzulegen (wenn nicht bereits geschehen) und diesen aufzufordern, nur noch an den Zessionar zu zahlen.

## Voraussetzungen
Liegt ein gültiger Sicherungsvertrag für eine Sicherungsabtretung vor, sind noch einige Rechtshindernisse zu beachten, die einer dann folgenden Forderungsabtretung im Wege stehen könnten.

### Bestimmtheit
Eine Verfügung über Sachen setzt voraus, dass der Gegenstand der Verfügung konkret bestimmt oder zumindest bestimmbar ist. Er gilt nicht nur im Sachenrecht, sondern auch bei der Sicherungsabtretung von Forderungen muss das Recht als hinreichend bestimmt oder bestimmbar bezeichnet werden. Seine Funktion besteht darin, für Rechtsklarheit zu sorgen. Es liegt im Interesse des Rechtsverkehrs, dass bei jeder Zuordnungsänderung deutlich ist, worauf diese sich bezieht. Es muss abgrenzbar sein, wem was gehört und welche Forderung genau abgetreten werden soll. Dies gilt insbesondere bei einer Forderungsgesamtheit.

### Übertragbarkeit
Weitere Voraussetzung für eine wirksame Sicherungsabtretung ist, dass die Forderung übertragbar ist. Dies wird in der Regel der Fall sein. Ausnahmen bestehen lediglich dann, wenn vertragliche oder gesetzliche Abtretungsverbote eingreifen. Solche Abtretungsverbote sind in den §§ 399, § 400 BGB und in einzelnen Spezialvorschriften geregelt. Eine verbotswidrige Abtretung ist absolut unwirksam, so dass „sie keine Gläubigerrechte übertragen kann“ und im Vermögen des Zedenten verbleibt.
- Die Forderung muss in dem Zeitpunkt bestehen (Verität), in welchem sie übertragen werden soll. Darüber hinaus muss der Zedent auch Inhaber der Forderung sein. Ein gutgläubiger Erwerb einer Forderung ist nicht möglich, wie das Fehlen von Rechtsnormen, die den sachenrechtlichen Regelungen der §§ 932 ff., § 892 BGB entsprechen, beweist.
- Nach § 399 Alt. 1 BGB kann eine Forderung nicht abgetreten werden, wenn die Leistung an einen anderen als den ursprünglichen Gläubiger nicht ohne Veränderung ihres Inhalts erfolgen kann (sog. höchstpersönliche Ansprüche z. B. aus familienrechtlichen Pflichten).
- Die Abtretung kann auch vertraglich durch eine entsprechende Vereinbarung gemäß § 399 Alt. 2 BGB ausgeschlossen sein. Ein solches vertragliches Abtretungsverbot ist jedoch ausnahmsweise unter den Voraussetzungen des § 405 Alt. 2 BGB durch guten Glauben des Erwerbers heilbar. Eine Ausnahme von der Möglichkeit des vertraglichen Ausschlusses der Abtretung ist in § 354a HGB geregelt: Handelt es sich bei dem Geschäft für beide Seiten um ein Handelsgeschäft oder ist der Schuldner eine juristische Person des öffentlichen Rechts oder ein öffentlich-rechtliches Sondervermögen, so ist die Abtretung gleichwohl wirksam, doch kann der Schuldner auch mit befreiender Wirkung an den Zedenten leisten.
- gesetzliche Abtretungsverbote für höchstpersönliche Rechte bestehen in § 717 Abs. 2 BGB (gegenseitige Gesellschafteransprüche) oder § 29 Satz 2 UrhG (für Urheberrechte). Als "im Zweifel nicht übertragbar" werden angesehen § 613 Satz 2 (Anspruch auf Dienstleistung), § 664 Abs. 2 (Auftragsausführung), § 1059 BGB (Nießbrauch) und bestimmte Sozialleistungen aus dem SGB.
- Unpfändbar und somit nicht abtretbar sind das Existenzminimum von Lohn und Gehalt (§§ 850 ff. ZPO), bestimmte Gehaltsnebenleistungen (50 % des Überstundenentgelts, Urlaubs- und Jubiläumsgelder, Gefahren-, Schmutz- und Erschwerniszulagen, Teile des Weihnachtsgeldes, Heirats- und Geburtszuwendungen, § 850a ZPO), verschiedene Dauerleistungen (gesetzliche Unterhaltsansprüche, auf vertraglicher Grundlage beruhende Unfall- und Invaliditätsrenten und Rentenzahlungen, Bezüge aus Witwen-, Waisen-, Hilfs- und Krankenkassen, § 850b ZPO), Rentenrückstände aus einem Altenteil[3] und laufende Dienst- und Versorgungsbezüge der Vorstandsmitglieder einer AG (§§ 850 Abs. 4, 850e Abs. 1 ZPO). Nicht abtretbar sind auch Ansprüche aus Lebensversicherungen auf den Todesfall (Existenzminimum hieraus; § 850b ZPO). Der bilanzierte Firmenwert wird ebenfalls als nicht abtretbar eingestuft.[4]
- Insbesondere bei Lebensversicherungen wird die Abtretbarkeit einer Forderung von der Zustimmung des Drittschuldners (Lebensversicherung) abhängig gemacht (so in § 13 Abs. 3 Allgemeine Lebensversicherungsbedingungen). Erfolgt hier eine Abtretung ohne Anzeige an die Versicherung, ist die Abtretung schwebend unwirksam.[5] Das gilt auch, wenn für die Abtretung vertraglich eine bestimmte Form (etwa Vordruck, behördliche Form) vorgesehen ist.[6] Verstößt die Abtretung allerdings gegen ein gesetzlich vorgesehenes Formerfordernis (etwa Schriftform oder Beglaubigung), so ist sie unheilbar nichtig.[7]

## Arten der Sicherungsabtretung
- Stille oder offene Abtretung: Wie bei der gesetzlich vorgesehenen Abtretung gibt es auch bei der Sicherungsabtretung die Möglichkeit der stillen oder offenen Abtretung. Im Regelfall legt der Zessionar die erfolgte Abtretung dem Forderungsschuldner nicht sofort offen (stille Abtretung). Wie aber oben bei Lebensversicherungsansprüchen erwähnt, besteht in einigen Fällen das Erfordernis, eine Abtretung dem Forderungsschuldner anzuzeigen, damit die Abtretung überhaupt wirksam werden kann:
  - Die Abtretung von Lebensversicherungen muss dem Versicherer angezeigt werden, weil eine stille Abtretung absolut unwirksam ist;[8]
  - Eine Abtretung von GmbH-Anteilen muss der GmbH mitgeteilt werden (§ 16 Abs. 1 GmbHG).
  - Behörden („öffentliche Kassen“) machen die Abtretung von Besoldungsansprüchen von einer (beglaubigten) Anzeige abhängig (sog. Fiskalprivileg; § 411 BGB).
  - Die Abtretung von Ansprüchen auf Erstattung/Vergütung von Steuern ist der zuständigen Finanzbehörde auf amtlich vorgeschriebenem Vordruck anzuzeigen (§ 46 Abs. 3 AO).

In der Abtretungsanzeige bestätigt der Zedent dem Forderungsschuldner, dass er eine bestimmte Forderung an den Zessionar abgetreten hat und fordert den Schuldner auf, nur noch an den Zessionar zu leisten. Das ist bei der stillen Abtretung anders: hier zahlt der Forderungsschuldner mangels Kenntnis über die erfolgte Abtretung weiterhin an den – eigentlich nur noch empfangsberechtigten – Zedenten.
- Einzelzession oder Rahmenzession: Möglich ist die Sicherungsabtretung einzelner Forderungen (Einzelzession) oder die Abtretung mehrerer Forderungen (Forderungsgesamtheit; Rahmenzession).
  - Typische Form der Einzelzession ist die Lohn- und Gehaltsabtretung, bei der der kreditnehmende Arbeitnehmer seine Ansprüche auf Arbeitseinkommen an die Bank etwa bei Konsumkrediten oder Dispositionskrediten sicherungshalber abtritt.
  - Rahmenzessionen beinhalten bei Unternehmensfinanzierungen die gleichzeitige Abtretung mehrerer Forderungen (etwa aus Lieferungen und Leistungen), die in einem so genannten Forderungsverzeichnis aufgelistet werden. Dabei ist zwischen Mantel- und Globalzession zu unterscheiden. Während bei der Mantelzession die Übergabe dieser Forderungsverzeichnisse konstitutive Bedeutung hat und daher die Zession bereits bei Übergabe rechtswirksam entsteht, besitzt die Übergabe der Verzeichnisse bei der Globalzession lediglich deklaratorische Bedeutung; denn bei der Globalzession wird die Zession erst bei Entstehung der Forderung rechtswirksam begründet.

## Arten der Forderungen
Zur Abtretung geeignete Rechte sind z. B. Rechte aus Mietverträgen, Forderungen aus Arbeitsverträgen (Lohn- und Gehaltsabtretung) oder Lieferung und Leistung (z. B. Kaufvertrag), Rechte aus Beteiligungen an Unternehmen, Rechte aus Versicherungen, Rechte aus Bankguthaben, Bausparverträgen oder anderen Anlageformen (Abtretung des Auszahlungsanspruchs).
Die Abtretung künftig noch entstehender Forderungen wird als wirksam anerkannt, auch wenn noch gar kein Rechtsverhältnis zwischen dem Gläubiger und dem potenziellen Schuldner besteht (Vorausabtretung). Die Person des künftigen Schuldners kann also noch unbekannt sein. Erforderlich ist lediglich die Möglichkeit der Entstehung einer solchen Forderung und die bestimmte oder bestimmbare Bezeichnung von Schuldner und Forderung.

## Nebenrechte
Mit der Forderung werden an den Zessionar sämtliche akzessorischen Nebenrechte automatisch mit abgetreten (§ 401 Abs. 1 BGB). Hierzu zählen insbesondere akzessorische Kreditsicherheiten, also Hypotheken, Pfandrechte, Bürgschaften sowie die sichernde Schuldübernahme. Dabei ist zu beachten, dass dem Zessionar das Recht auf Herausgabe aller Wertpapiere (Hypothekenbrief) oder Dokumente (Bürgschaftsurkunde im Original) zusteht (§ 402 BGB), damit er die Nebenrechte geltend machen kann.

## Bankenaufsichtsrechtliche Anerkennung
Ein großer Teil der Forderungsabtretungen dient als Kreditsicherheit bei Kreditinstituten. Diese gewähren im Rahmen der Sicherungsabtretungen Kredite an Kreditnehmer auf der Grundlage der Kreditwürdigkeit des Zedenten.

### Allgemeines
Kreditsicherheiten gelten seit Januar 2014 bankenaufsichtsrechtlich als Kreditrisikominderungstechniken. Werden Kreditsicherheiten durch die in allen EU-Mitgliedstaaten geltende Kapitaladäquanzverordnung (englische Abkürzung CRR) als Kreditrisikominderungstechniken anerkannt, führen sie bei Kreditinstituten zu einer geringeren Unterlegung durch Eigenkapital als bei Blankokrediten. Das hat zur Folge, dass besicherte Kredite bis zur Beleihungsgrenze mit einem günstigeren Kreditzins gewährt werden können.
Abtretungen gehören zu den Kreditrisikominderungstechniken „mit Sicherheitsleistung“ (Realsicherheiten; Art. 4 Abs. 1 Nr. 58 CRR). Art. 194 CRR stellt Grundsätze für die aufsichtsrechtliche Anerkennung von Kreditrisikominderungstechniken auf, wonach Kreditsicherheiten insbesondere in allen Rechtsordnungen rechtswirksam (englisch valid) und durchsetzbar (englisch enforceable) sein müssen, ausreichend liquide, im Zeitablauf wertstabil und bei einem Kreditereignis zeitnah verwertbar sein müssen. Die positive Korrelation zwischen den Sicherheiten und der Kreditnehmerbonität darf nicht sehr hoch sein (Art. 194 Abs. 4 CRR). Ein Rechtsrisiko ist im Zweifel durch Rechtsgutachten auszuschließen.

### Sicherungsabtretungen
Die CRR bezeichnet die Realsicherheiten als Finanzsicherheiten. Sie werden in Art. 197 CRR aufgezählt:
- Bankguthaben („Bareinlagen“) beim kreditgewährenden Institut und Sparbriefe oder Bankschuldverschreibungen vom kreditgebenden Institut[10],
- Staatsanleihen und Bankschuldverschreibungen anderer Banken mit bestimmtem Mindestrating,
- Aktien und Wandelanleihen im Hauptindex, Investmentanteile,
- Gold und
- Verbriefungen mit bestimmtem Mindestrating.

Diese Finanzsicherheiten werden gemäß Art. 207 CRR als Kreditrisikominderungstechnik anerkannt, wenn
- zwischen der Bonität des Kreditnehmers und dem Beleihungswert der Kreditsicherheit keine wesentliche positive Korrelation besteht, so dass vom Kreditnehmer oder dessen Konzern emittierte Wertpapiere keine Kreditsicherheit sind; Ausnahmen sind gedeckte Pfandbriefe.[11];
- innerhalb der Sicherheitenbewertung der Marktwert mindestens alle 6 Monate – oder bei erheblich gesunkenem Marktwert auch früher – neu bewertet wird;
- die Restlaufzeit der Sicherheit mindestens der Kreditlaufzeit entspricht.

Mehrere Forderungen (Rahmenzession) dürfen nach Art. 209 CRR unter folgenden Voraussetzungen als Kreditsicherheit dienen:
- Sie müssen rechtssicher sein, insbesondere in allen Rechtsordnungen verwertbar und durchsetzbar sein (Art. 209 Abs. 2 CRR);
- einzelne Forderungen müssen diversifiziert sein und dürfen keine übermäßige positive Korrelation mit dem Kreditnehmer aufweisen (Art. 209 Abs. 3c CRR).
- Die Drittschuldner dürfen nicht dem Konzern des Kreditnehmers angehören und sind nicht dessen Arbeitnehmer (Art. 209 Abs. 3d CRR).

Unter Diversifizierung versteht die CRR eine breite Streuung der Einzelforderungen nach Forderungshöhe (Granularität) und nach Schuldnern, Wirtschaftszweigen, Fremdwährungen oder In- und Ausland (Klumpenrisiko). Wenig diversifiziert ist die Mantel- oder Globalzession etwa, wenn überwiegend Lieferforderungen gegen einen einzigen Konzern abgetreten werden. Eine wesentliche positive Korrelation liegt beispielsweise vor, wenn ein Unternehmen Forderungen aus Arbeitgeberdarlehen an die Bank abtritt, da diese Forderungen in der Unternehmenskrise gegenüber Beschäftigten mit einem erhöhten Arbeitsplatzrisiko verknüpft sein können, das auch die Rückzahlung dieser Arbeitgeberdarlehen gefährdet.
- Forderungen von mit dem Kreditnehmer verbundenen Adressen, Tochtergesellschaften und Beschäftigten sind keine Sicherheit (Art. 209 Abs. 3d CRR). Wird also einem Unternehmen Kredit gewährt und gleichzeitig einem Arbeitnehmer des Unternehmens von derselben Bank ein Konsumkredit mit Lohn- und Gehaltsabtretung als Kreditsicherheit zur Verfügung gestellt, so ist letztere nicht als Kreditrisikominderungstechnik anerkennungsfähig.
- Abtretungen von Bankguthaben und Lebensversicherungen sind nach Art. 212 CRR offenzulegen und vom Drittschuldner zu bestätigen.

Erfüllen die Sicherungsabtretungen nicht diese bankenaufsichtsrechtlichen Voraussetzungen, sind sie als Blankokredite einzustufen.